# بيرسي مونتجومري
بيرسي مونتجومري (بالإنجليزية: Percy Montgomery)‏ هو لاعب اتحاد الرغبي ناميبي، ولد في 15 مارس 1974 في ولفس بي في ناميبيا.

## وصلات خارجية
- بيرسي مونتجومري عل موقع إسبنسكروم (الإنجليزية)
- بيرسي مونتجومري على موقع ItsRugby.co.uk (الإنجليزية)